# Música pop tradicional
Música pop tradicional (também chamada de pop clássico) consiste na música popular ocidental (sobretudo no contexto estadunidense) que geralmente pré-data o advento do rock and roll por volta da metade dos anos 1950. A base de dados AllMusic define o pop tradicional como "musica pop pós-big band e pré-rock & roll". Essa definição, contudo, é debatida por pesquisadores e especialistas. Nesse contexto, muitas das obras mais populares de músicos como Cole Porter, George Gershwin e Ira Gershwin pré-datam a Segunda Guerra Mundial, enquanto trabalhos como os de Irving Berlin e Jerome Kern, por exemplo, são do período da Primeira Guerra.